# Eragrostis crassinervis
Eragrostis crassinervis är en gräsart som beskrevs av Eduard Hackel. Eragrostis crassinervis ingår i släktet kärleksgrässläktet, och familjen gräs. Inga underarter finns listade i Catalogue of Life.